# Jules Cattelin

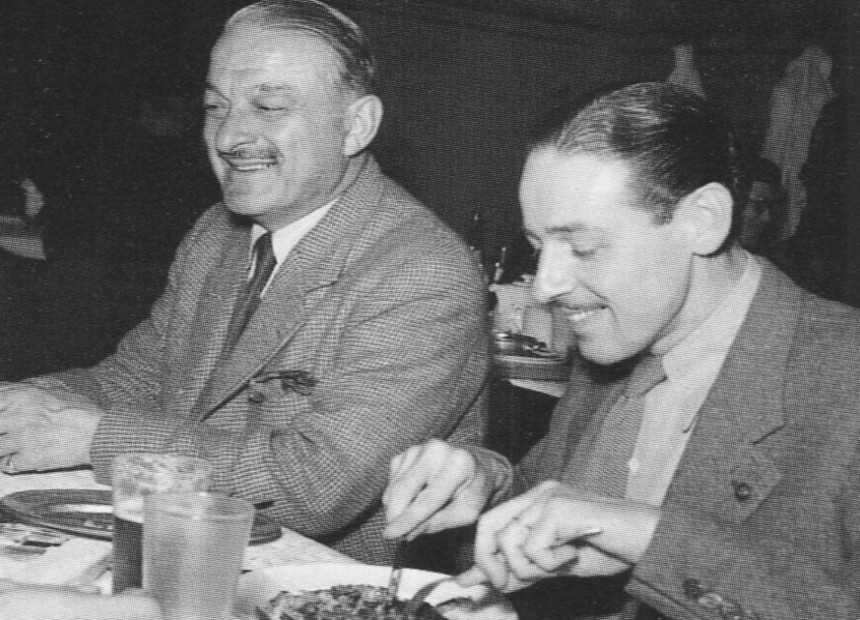
Jules Cattelin (t.v.) med en gäst på Restaurant Cattelin, 1944.

Claude Jules Cattelin, född 6 mars 1877 i Champagne-en-Valromey i Frankrike, död 6 september 1950 i Stockholm, var en  fransk-svensk kock och källarmästare och grundare av Restaurant Cattelin i Stockholm. 
Cattelin kom till Stockholm i samband med Allmänna konst- och industriutställningen 1897. Under 1920-talet år hade han anställning som köksmästare på bland annat Hasselbacken, Restaurant Kronprinsen och Restaurang Rosenbad. 1922 övertog han ölstugan Zum Heidelberg på Storkyrkobrinken 9 som kom att bära hans efternamn: Restaurant Cattelin. Stället blev under hans ledning en av Stockholms populäraste lunchrestauranger. 1942 överlät han verksamheten, vilken fortsatte att bära hans namn. Restaurangen stängde 2011. Jules Cattelin var gift med Gerda Mathilda Cattelin (1885–1963) som han träffat på Kronprinsen. Båda fann sin sista vila på Norra begravningsplatsen.